# Dicranodontium sordidum
Dicranodontium sordidum là một loài Rêu trong họ Dicranaceae. Loài này được (Wilson ex Mitt.) Müll. Hal. mô tả khoa học đầu tiên năm 1900.